# Culicoides kirinensis
Culicoides kirinensis är en tvåvingeart som beskrevs av Lee 1976. Culicoides kirinensis ingår i släktet Culicoides och familjen svidknott. Inga underarter finns listade i Catalogue of Life.